# Лондонска општина Хароу
Лондонска општина Хароу (енгл. London Borough of Harrow /ˈhæroʊ/) је лондонска општина у севернозападном делу Лондона, у Енглеској. Граничи се Хартфордширом на северу, Хилингдоном на западу, Илингом на југу, Брентом на југоистоку и Барнетом на истоку. Локалну власт има Веће лондонске општине Хароу.

## Историја
Урбани округ Хероу је формиран 1934. године као урбани округ Мидлесекса помоћу Закона из 1929. године, и тако се спојила претходна област урбаног округа Хароу на брду, руралног округа Хендон и урбаног округа Велдстон.
Урбани округ је добио статус ошопштинске вароши на дан 4. мај 1954. године и веће урбаног округа постало је Веће општине Хароу. 50. годишњицу спајању општина је прославила у априлу 2004. године, и том приликом општину је посетила Њено величанство краљица Елизабета II.
Године 1965. варошка општина је укинута и њена некадашња област је припојена Ширем Лондону из Мидлесекса под Законом о локалној самоуправи из 1963. како би се формирала општина Хароу .

## Демографија
Присусво Школе у Хароуу на главном ‘брду’ у Хероуу осигурало је овој општини да буде област богатијих људи (скоре просечне цена кућа на бруду биле су £1.500.000), али имићуност на брду је сада окружена типичним севернозападним лондонским субурбаним пределима полуодвојених кућа и станова.
Може се сматрати општином имућних у поређењу са другим пределима у Лондону, али скорија истраживања су доказала да је сиромаштво у порасту. Стопа криминала је веома ниска; у општини се догодило 2.618 већих преступа у априлу 2009. године, у поређењу са просеком од 2.204 у лондонским општинама.